# Etničke grupe Andore
Etničke grupe Andore: UN Country Population (2007.), 75.000.
- Andorci (ogranak Katalonaca) 27.000. Jedna zemlja.
- Britanci 200 (50.582.000 u 206 zemalja)
- Filipinci 200 (19.949.000	u 41 zemlji)
- Francuzi 4.900 (39.405.000	u 126 zemalja)
- Indopakistanci 400 (2.222.000 u 33 zemlje)
- Marokanski Arapi 500. (14.432.000 u 15 zemalja)
- Nijemci 400 (71.235.000 u 81 zemlji)
- Portugalci 8.600 (14.795.000 u 52 zemlje)
- Španjolci (Kastiljci) 29.000 (23.606.000 u 53 zemlje)
- Židovi 200.

Ostali pojedinci/neizjašnjeni 	3.000

## Vanjske poveznice
- Andorra